# Tomasz Makowski (labdarúgó)
Tomasz Makowski (Zgierz, 1999. július 19. –) lengyel korosztályos válogatott labdarúgó, a Zagłębie Lubin középpályása.

## Pályafutása

### Klubcsapatokban
Makowski a lengyelországi Zgierz városában született. Az ifjúsági pályafutását a WUKS Rosanów csapatában kezdte, majd 2010-ben az UKS SMS Łódź akadémiájánál folytatta.
2016-ban mutatkozott be a Lechia Gdańsk első osztályban szereplő felnőtt keretében. A 2017–18-as szezonban a másodosztályú Górnik Łęczna csapatát erősítette kölcsönben. 2022. július 1-jén kétéves szerződést kötött a Zagłębie Lubin együttesével. Először a 2022. július 15-ei, Śląsk Wrocław ellen 0–0-ás döntetlennel zárult mérkőzés 90. percében, Łukasz Łakomy cseréjeként lépett pályára. Első gólját 2022. szeptember 4-én, a Jagiellonia Białystok ellen 1–1-es döntetlennel végződő találkozón szerezte meg.

### A válogatottban
Makowski az U16-ostól az U21-esig minden korosztályú válogatottban képviselte Lengyelországot.
2020-ban debütált az U21-es válogatottban. Először a 2020. szeptember 8-ai, Oroszország ellen 1–0-ra megnyert U21-es EB-selejtezőn lépett pályára.

## Statisztikák
2022. szeptember 4. szerint
| Klub                       | Szezon   | Osztály     | Bajnokság | Bajnokság | Kupa és Ligakupa | Kupa és Ligakupa | Nemzetközi | Nemzetközi | Összesen | Összesen |
| Klub                       | Szezon   | Osztály     | Meccs     | Gól       | Meccs            | Gól              | Meccs      | Gól        | Meccs    | Gól      |
| -------------------------- | -------- | ----------- | --------- | --------- | ---------------- | ---------------- | ---------- | ---------- | -------- | -------- |
| Górnik Łęczna (kölcsönben) | 2017–18  | I Liga      | 20        | 0         | 0                | 0                | —          | —          | 20       | 0        |
| Lechia Gdańsk              | 2018–19  | Ekstraklasa | 22        | 0         | 6                | 2                | —          | —          | 28       | 2        |
| Lechia Gdańsk              | 2019–20  | Ekstraklasa | 28        | 0         | 6                | 1                | 2          | 0          | 36       | 1        |
| Lechia Gdańsk              | 2020–21  | Ekstraklasa | 19        | 1         | 1                | 0                | —          | —          | 20       | 1        |
| Lechia Gdańsk              | 2021–22  | Ekstraklasa | 15        | 1         | 1                | 0                | —          | —          | 16       | 1        |
| Lechia Gdańsk              | Összesen | Összesen    | 84        | 2         | 14               | 3                | 2          | 0          | 100      | 5        |
| Zagłębie Lubin             | 2022–23  | Ekstraklasa | 7         | 1         | 1                | 0                | —          | —          | 8        | 1        |
| Összesen                   | Összesen | Összesen    | 111       | 3         | 15               | 3                | 2          | 0          | 128      | 6        |

## Sikerei, díjai
Lechia Gdańsk
- Lengyel Kupa
  - Győztes (1): 2018–19
  - Döntős (1): 2019–20

- Lengyel Szuperkupa
  - Győztes (1): 2019

## Fordítás
Ez a szócikk részben vagy egészben  a   Tomasz Makowski (footballer) című angol Wikipédia-szócikk fordításán alapul.  Az eredeti cikk szerkesztőit annak laptörténete sorolja fel. Ez a jelzés csupán a megfogalmazás eredetét és a szerzői jogokat jelzi, nem szolgál a cikkben szereplő információk forrásmegjelöléseként.